# Anil Menon
Pour les articles homonymes, voir Menon (homonymie).
Anil Menon est un astronaute américain sélectionné en 2021 au sein du groupe d'astronautes 23 de la NASA. Il est assigné à sa première mission spatiale, Soyouz MS-29, prévue pour 2026, où il servira comme ingénieur de vol pour l'Expédition 75 à bord de la Station spatiale internationale (ISS).

## Biographie
Anil Menon, né vers 1976 à Minneapolis, dans le Minnesota, est colonel dans l'United States Space Force et médecin urgentiste. Il est titulaire d’un baccalauréat en neurobiologie de l’Université Harvard, d’une maîtrise en génie mécanique et d’un doctorat en médecine de l’Université Stanford. Il a complété une résidence en médecine d’urgence à Stanford et en médecine aérospatiale à l’University of Texas Medical Branch à Galveston. Menon continue de pratiquer la médecine d’urgence au Memorial Hermann Texas Medical Center et enseigne aux résidents du programme de résidence de l’Université du Texas.
Menon a été le premier médecin de vol de SpaceX, contribuant au lancement de la mission SpaceX Demo-2 en 2020, première mission habitée de SpaceX pour la NASA, et à la création de l’organisation médicale de l’entreprise pour les futures missions. Il a également servi comme médecin de vol pour des expéditions de la NASA vers l’Station spatiale internationale. Dans l’United States Air Force, il a soutenu la 45th Space Wing et la 173rd Fighter Wing, enregistrant plus de 100 sorties sur l’chasseur F-15 et transportant plus de 100 patients dans le cadre de l’équipe de transport aérien de soins intensifs. En tant que médecin, il est intervenu lors de catastrophes majeures, notamment le tremblement de terre de 2010 en Haïti, le tremblement de terre de 2015 au Népal et l’accident de la course aérienne de Reno en 2011.
En 2021, Menon a été sélectionné comme astronaute par la NASA. Après avoir terminé sa formation d’astronaute en 2024, il a été assigné à la mission Soyouz MS-29, prévue pour juin 2026, où il rejoindra les cosmonautes russes Piotr Doubrov et Anna Kikina pour une mission d’environ huit mois à bord de l’ISS, dans le cadre de l’Expédition 75.
Il est marié à Anna Menon, ingénieur en chef des opérations spatiales chez SpaceX, qui a volé à bord de Polaris Dawn en 2024.